# Parano (film, 1994)
Pour les articles homonymes, voir Parano.
Pour plus de détails, voir Fiche technique et Distribution.
Parano est un film français à sketches réalisé par Anita Assal, Manuel Flèche, John Hudson, Yann Piquer et Alain Robak, sorti en 1994.

## Fiche technique
- Titre français : Parano
- Réalisation : Anita Assal, Manuel Flèche, John Hudson, Yann Piquer et Alain Robak
- Scénario : Pierre Ferrière et Olivier Colpart, Anita Assal, Manuel Flèche, John Hudson, Yann Piquer et Alain Robak
- Musique : Richard Gili et Alain Guélis
- Production : Éric Atlan et Yann Piquer
- Sociétés de production : Eric Atlan Films, Ex Nihilo, France 3 Cinéma, Manitou Productions et Phase Films
- Pays d'origine :  France
- Format : couleurs
- Genre : sketches, comédie horrifique
- Durée : 84 minutes
- Date de sortie :
  - France : 8 juin 1994
- Film interdit aux moins de 12 ans lors de sa sortie.

## Distribution

### Parano
- Gustave Parking : Jean-Claude
- Cécile Sanz de Alba : Sandra

### Nuit d'essence
- Jacques Villeret : Le pompiste
- Jean-François Stévenin : Le client

### Panic-FM
- François Chaumette : Le professeur Sangor
- Smaïn : Jimmy
- Jean-Marie Maddeddu : Le cuistot

### Déroute
- Patrick Bouchitey : Jean
- Christine Combe : Sophie

### Sado et Maso vont en bateau
- Jean-François Gallotte : L'homme

- Marina Tomé : La femme

### Joyeux anniversaire
- Alain Chabat : Le pilote
- Jean-Marie Maddeddu : Le cuistot
- Nathalie Presles : La femme